# Anthaenantiopsis
- Commons
- Wikispecies

Anthaenantiopsis Mez ex Pilg. é um género botânico pertencente à família Poaceae, subfamília Panicoideae, tribo Paniceae.
Suas espécies ocorrem na América do Sul.

## Espécies
- Anthaenantiopsis fiebrigii Parodi
- Anthaenantiopsis perforata (Nees) Parodi
  - Anthaenantiopsis perforata var. camporum Morrone, Filg. & Zuloaga
  - Anthaenantiopsis perforata var. perforata
- Anthaenantiopsis racemosa Renvoize
- Anthaenantiopsis rojasiana Parodi
- Anthaenantiopsis trachystachya (Nees) Mez ex Pilg.
- Anthaenantiopsis trachystachyum Ness